# Nikołowo (obwód Ruse)
Nikołowo (bułg. Николово) – wieś w Bułgarii, w obwodzie Ruse, w gminie Ruse. Według danych szacunkowych Ujednoliconego Systemu Ewidencji Ludności oraz Usług Administracyjnych dla Ludności, 15 grudnia 2018 roku miejscowość liczyła 2836 mieszkańców.

## Urodzeni w Nikołowie
- Nikoła Popow – bułgarski uczestnik hiszpańskiej wojny domowej
- Ewgeni Ignatow (ur. 1959) – bułgarski lekkoatleta, dwukrotny olimpijczyk
- Stojan Stojanow (ur. 1931) – bułgarski gimnastyk, trzykrotny olimpijczyk